# Faction orientale
La Faction orientale (hangeul : 동인 ; hanja : 東人 ; RR : Dongin) est une faction de lettrés coréens de la période Joseon. Issue de la faction Sarim, elle s'oppose à la Faction occidentale, elle aussi issue des Sarim. 

## Histoire
Au début du règne du roi Sŏn-jo (de 1567 à 1608) va avoir lieu en 1575 la séparation entre la Faction occidentale et la Faction orientale, en référence aux quartiers de Séoul où résident leurs dirigeants. Faction orientale va à son tour se diviser entre factions rivales en 1591 : la faction méridionale et la faction septentrionale.